# No me mandes flores
No me mandes flores —cuyo título original en inglés es Send Me No Flowers— es una película de comedia de 1964 dirigida por Norman Jewison y protagonizada por Rock Hudson, Doris Day, y Tony Randall. Después de Pillow Talk y Lover Come Back,  es la tercera y última película en la que colaboraron juntos los tres actores, también la menos conocida de la trilogía.
El guion de Julius J. Epstein está basado en la obra teatral de Norman Barasch y Carroll Moore, estrenada en Broadway en 1960.
La canción del título es de Hal David y Burt Bacharach.

## Argumento
George Kimball (Rock Hudson), es un hipocondríaco que vive con su mujer Judy (Doris Day) que un día le cuenta que sus vecinos, los Bullard, van a divorciarse.
Mientras, Winston Burr (Hal March) le cuenta que se dedica a seducir mujeres recién divorciadas.
George visita a su doctor, Ralph Morrissey (Edward Andrews), y le escucha a escondidas hablando de un paciente a quién solo le quedan unas semanas de vida. George supone que Morrissey está hablando de él. Camino a casa le cuenta a su íntimo amigo, Arnold Nash (Tony Randall), que va a morir pronto. 
Esa noche, George tiene pesadillas y decide encontrar un marido nuevo para Judy, lo que provoca todo tipo de absurdas situaciones.

## Reparto
- Rock Hudson es George Kimball.
- Doris Day es Judy Kimball.
- Tony Randall es Arnold Nash.
- Paul Lynde es Mr. Akins
- Clint Walker es Bert Power.
- Hal March es Winston Burr.
- Edward Andrews es Dr. Ralph Morrissey
- Clive Clerk es Vito.
- Patricia Barry es Linda Bullard.
- Dave Willock es el lechero.

## Rendimiento
La película ganó $9.129.247 en los EE. UU. (por servicios de información del Nash, LLC).

## Recepción

### Respuesta crítica
La película recibió peores críticas que las dos anteriores exitosas colaboraciones de Doris Day, Rock Hudson y Tony Randall. The New York Times, dijo que era una comedia con estilo e inventiva ágiles. "Y Norman Jewison ha dirigido con buen gusto, nunca es cruel o insensible con el tema de la muerte."
Variety la encontró "falta de voltaje, risas u originalidad, comparada con las dos anteriores."
Time Out informó que era una comedia amable ambientada en una encantadora área suburbana, pero que la parte final se viene abajo.